# Patrick Weiten
Pour les articles homonymes, voir Weiten (homonymie).
Patrick Weiten, né le 1er juillet 1954 à Yutz (Moselle), est un homme politique français, président de la fédération UDI de la Moselle, coordinateur Grand-Est pour le Parti radical et Président du Conseil départemental de la Moselle depuis 2011.

## Biographie

### Carrière de fonctionnaire
Patrick Weiten commence sa carrière en tant qu'agent à la mairie de Yutz, successivement comme technicien (1974-1984), ingénieur du génie urbain (1984-1986) et directeur des services techniques (1986-1992).
Il rejoint ensuite la Société anonyme d’économie mixte (SAEM) Sodevam Nord Lorraine, dont il assure la direction de 1992 à 1994 puis la direction générale de 1995 à 2008, date à laquelle il prend ses fonctions de premier vice-président du conseil général de la Moselle. Patrick Weiten a assuré les fonctions de directeur au sein de la Société de construction de réseaux (CREL) de 1994 à 1998. Il est marié et père de deux filles.

### Carrière politique
Maire de Yutz à partir de juin 1995, il est réélu en 2001 et 2008. Premier vice-président de la communauté d'agglomération Portes de France-Thionville de 2004 à 2008, il en est le président de 2008 au 19 janvier 2016.
Élu conseiller général du canton d'Yutz en 1998, il est réélu en 2004 et 2011, année où il est élu président du conseil général de la Moselle. Touché par le cumul de mandats, il abandonne sa fonction de maire, mais devient premier adjoint de Yutz. En 2015, il est élu membre et président du conseil départemental. Il est aussi Président du syndicat mixte Moselle Fibre qui associe le Département et des EPCI de Moselle pour le déploiement de la Fibre Haut-Débit sur l'ensemble du territoire. Il assure également la présidence de Moselle Agence Technique (MATEC), structure d'assistance technique aux petites communes. Enfin, il préside le Conseil d'Administration du Service Départemental d'Incendie et de Secours de la Moselle, qui regroupe les 633 sapeurs-pompiers professionnels, les 212 membres du service de santé, les 84 personnels administratifs et techniques spécialisés ainsi que les 4237 sapeurs-pompiers volontaires de Moselle.
Il est membre fondateur de l'Union des Démocrates et Indépendants (UDI), parti politique français du centre droit, fondé par Jean-Louis Borloo le 18 septembre 2012.
Le 4 janvier 2016, il est élu premier vice-président du Conseil régional du Grand Est, au côté de Philippe Richert. Le 19 janvier, il abandonne ses fonctions d'adjoint et de président de la communauté d'agglomération.
Le 16 avril 2016, il devient député UDI de la 9e circonscription de la Moselle, en remplacement d'Anne Grommerch, décédée. Touché de nouveau par le cumul de mandats, il abandonne son poste de vice-président à la région dès le 2 mai suivant.
Patrick Weiten est membre de la commission Développement durable et aménagement du territoire, ainsi que des groupes d'amitié avec le Luxembourg et l'Allemagne.
Le 30 janvier 2017, Patrick Weiten annonce qu'il ne briguera pas un nouveau mandat aux prochaines législatives. Il entend ainsi conserver son poste de président du Conseil départemental de la Moselle.
Le 3 mars 2017, dans le cadre de l'affaire Fillon, il lâche le candidat LR François Fillon à l'élection présidentielle.

## Distinctions honorifiques
- Chevalier de la Légion d'honneur
- Officier de l'ordre des Palmes académiques
- Médaille de bronze et d'argent du mérite civil militaire[Quoi ?]
- Officier de l'ordre de Mérite du grand-duché de Luxembourg[8]
- Chevalier dans l'ordre du Mérite ivoirien
- Ordre du Mérite de Sarre[9]
- Médaille d'honneur de la ville de Tambov (Russie)
- Colonel, désormais officier[10] dans la réserve citoyenne